# 相野站
相野站（日语：／ Aino eki */?）是西日本旅客铁道（JR西日本）福知山线沿線的一座鐵路車站，位於兵庫縣三田市下相野字五反田。在正式路線區分上屬於福知山線一部份的相野，在實際營運上是屬於JR西日本都市網路（Urban Network）中JR寶塚線的區間。管理上，相野車站隸屬於近畿統括本部的管轄範圍，由篠山口負責管理。

## 歷史
- 1899年（明治32年）3月25日 - 伴隨阪鶴鐵道三田至篠山（今日的篠山口）間之延伸路段的通車而开始运营，同時提供客運與貨運服務。
- 1907年（明治40年）8月1日 - 配合日本的鐵路國有化（日语：鉄道国有法）政策施行，成為日本國鐵旗下車站。
- 1909年（明治42年）10月12日 - 1909年時日本國鐵重新整理制訂旗下鐵路線命名（日语：鉄道路線の名称），相野車站劃歸成为阪鶴線所属車站。
- 1912年（明治45年）3月1日 - 線路名称重新划定。原阪鶴線福知山以南路段改名為「福知山線」，本站位在改名路段範圍內。
- 1973年（昭和48年）4月1日 - 取消貨運業務。
- 1987年（昭和62年）4月1日 - 配合日本國鐵分割民營化，本站的資產與營運由西日本旅客铁道承接。
- 1992年（平成4年）4月1日 - 篠山口鐵道部（日语：篠山口鉄道部）成立，本站被划归其管辖下。
- 2003年（平成15年）11月1日 - 开始支持使用IC卡ICOCA。
- 2009年（平成21年）6月1日 - 随着筱山口铁道部被撤销，重回福知山支社（日语：西日本旅客鉄道福知山支社）直接管辖下，成为篠山口站下属的委托管理站。

## 車站結構
2面2線的對向式月台的地面車站。月台間之移動可使用1980年代前半設置的跨線天橋。此跨線橋於2006年4月新設一座升降機。各月台於2007年2月設置後發車牌。
廁所位於閘內。此外，福知山線在單線鐵路、非電氣化時代沒有跨線橋，各月台之間以站內平交道連絡。

### 月台配置
| 月台 | 路線     | 方向 | 目的地             |
| ---- | -------- | ---- | ------------------ |
| 1    | JR寶塚線 | 下行 | 篠山口、福知山方向 |
| 2    | JR寶塚線 | 上行 | 三田、寶塚方向     |

## 使用情況
此站有數條神姬巴士路線停靠，在此站下車轉乘巴士的通勤、通學乘客較多。
根據兵庫縣統計書及三田市統計書，近年1日平均上車人次如下表。
| 年度   | 1日平均 上車人次 |
| ------ | ---------------- |
| 1995年 | 4,202            |
| 1996年 | 4,286            |
| 1997年 | 4,320            |
| 1998年 | 4,317            |
| 1999年 | 4,182            |
| 2000年 | 4,110            |
| 2001年 | 4,002            |
| 2002年 | 3,915            |
| 2003年 | 3,951            |
| 2004年 | 4,057            |
| 2005年 | 4,022            |
| 2006年 | 4,085            |
| 2007年 | 4,044            |
| 2008年 | 4,038            |
| 2009年 | 3,954            |
| 2010年 | 3,903            |
| 2011年 | 3,861            |
| 2012年 | 3,798            |
| 2013年 | 3,796            |
| 2014年 | 3,627            |
| 2015年 | 3,591            |
| 2016年 | 3,548            |

## 附近設施
- 相野郵政局
- 相野医院（あいの病院）
- 湊川短期大学
- 三田松聖高等學校（日语：三田松聖高等学校）
- 花園鎮（日语：北摂三田ニュータウン#その他の住宅地）
- JA兵庫六甲（日语：兵庫縣兵庫県信用農業協同組合連合会）藍支店

## 相鄰車站
西日本旅客鐵道
 JR寶塚線（福知山線）
- 特急「東方白鸛」一部分停車站

■丹波路快速、■快速、■普通
廣野（JR-G63）－相野（JR-G64）－藍本（JR-G65）

## 外部連結
- 相野｜車站資訊：JR出門網 - 西日本旅客鐵道

34°56′50.92″N 135°9′21.74″E / 34.9474778°N 135.1560389°E